# الیکایی خانگی
الیکایی خانگی (نام علمی: Troglodytes aedon) پرنده‌ای بسیار کوچک راستهٔ گنجشک‌سانان و گروه الیکاییان و تیره الیکایی است که زیستگاهش از کانادا تا آمریکای جنوبی است و در مناطق برون شهری دیده می‌شود. آرایه‌شناسی این پرنده و زیرگونه‌هایش مورد مناقشه است.